# El pirata (película)
The Pirate (en España El Pirata) es una película musical de la Metro-Goldwyn-Mayer de 1948, dirigida por Vincente Minnelli  y protagonizada por Judy Garland y Gene Kelly.

## Argumento
Manuela Alva (Judy Garland) es una joven soñadora que vive en un pueblo caribeño, y fantasea con vivir aventuras junto a un famoso pirata llamado Macoco. Sin embargo, su realidad es bien distinta, ya que se ve obligada por sus tíos, que la han criado, a casarse con Don Pedro (Walter Slezak), el nuevo alcalde del pueblo.
Poco antes de su boda, Manuela viaja al cercano Port Sebastian deseando poder ver el mar, mientras tanto un circo ambulante llega a la ciudad. Tras observar el mar, Manuela sufre un encontronazo con el líder del circo, Serafín (Gene Kelly), el cual se enamora de ella al instante.
Serafín la adula y le ruega a Manuela que no se case con Don Pedro y ella, enfadada, se va de allí. Por la noche, sin embargo, Manuela no puede dormir y acude a ver el espectáculo que ofrece el circo de Serafín. Durante el espectáculo, Serafín consigue hipnotizar a Manuela y sonsacarle información acerca de dónde vive y, además, intenta que ella le confiese que está enamorada de él. Sin embargo, ella comienza a cantar una canción acerca de su amor platónico, Macoco.
El día de su boda, Manuela observa con horror cómo el grupo de Serafín acude a su pueblo para interpretar una función e intentar reconquistarla, a partir de ahí una sucesión de hilarantes situaciones se desarrollará, implicando al mismísimo Macoco en los enredos de estos peculiares personajes.

## Reparto
- Judy Garland como Manuela.
- Gene Kelly como Serafín.
- Walter Slezak como Don Pedro Vargas.
- Gladys Cooper como Tía Inez.
- George Zucco como el Virrey.
- The Nicholas Brothers como los bailadores.
- Lester Allen como Tío Capucho.
- Lola Deem como Isabella.
- Ellen Ross como Mercedes.
- Mary Jo Ellis como Lizarda.
- Jean Dean como Casilda.
- Marion Murray como Eloise.
- Ben Lessy como Gumbo.
- Jerry Bergen como Bolo.
- Reginald Owen.
- George Zucco.
- Fayard Nicholas.
- Marie Windsor.
- O. Z. Whitehead.

## Recepción
A pesar de lo ambicioso del proyecto y la positiva crítica, los resultados de taquilla no fueron los esperados, El Pirata se convirtió en la película menos exitosa de Garland y proporcionó unas pérdidas al estudio de $ 2.290.000.